# Doxiciclina
La doxiciclina és un antibiòtic que es fa servir per al tractament de diferents infeccions causades per bacteris i protozous. És útil contra la pneumònia, l'acne, les infeccions de clamídia, les etapes primerenques de la malaltia de Lyme, el còlera i la sífilis. És també útil pel tractament de la malària (quan es fa servir juntament amb la quinina) i per a la prevenció de la malària. Pot ser administrada per via oral o intravenosament.
Els efectes secundaris comuns inclouen diarrea, nàusea, vòmits, irritació de la pell, i un risc augmentat d'insolació. Si es fa servir durant l'embaràs o en els nens de poca edat pot resultar en problemes permanents a les dents, incloent canvis en el seu color. El seu ús durant la lactància és probablement segur. La doxiciclina és un antibiòtic d'espectre ample de la classe de la tetraciclina. Com altres agents d'aquesta classe mata els bacteris i protozous mitjançant la inhibició de la síntesi de proteïnes.
La doxiciclina es va començar a fer servir l'any 1967. Es troba en la llista model de Medicaments essencials de l'Organització Mundial de la Salut, que conté la majoria de medicaments importants que es necessiten en un sistema sanitari bàsic. La doxiciclina està disponible com a medicament genèric i és generalment econòmica. El cost majorista en la major part del món és entre 0,01 i 0,04 USD per píndola. En els Estats Units 10 dies de tractament costen aproximadament 14 USD, tanmateix l'any 2014 alguns la venien per més de 3 a 10 USD per píndola. A Espanya està comercialitzat com Doxil, Doxiciclina, Doxiclat, Proderma, Rexilen i Vibracina.

## Ús mèdic

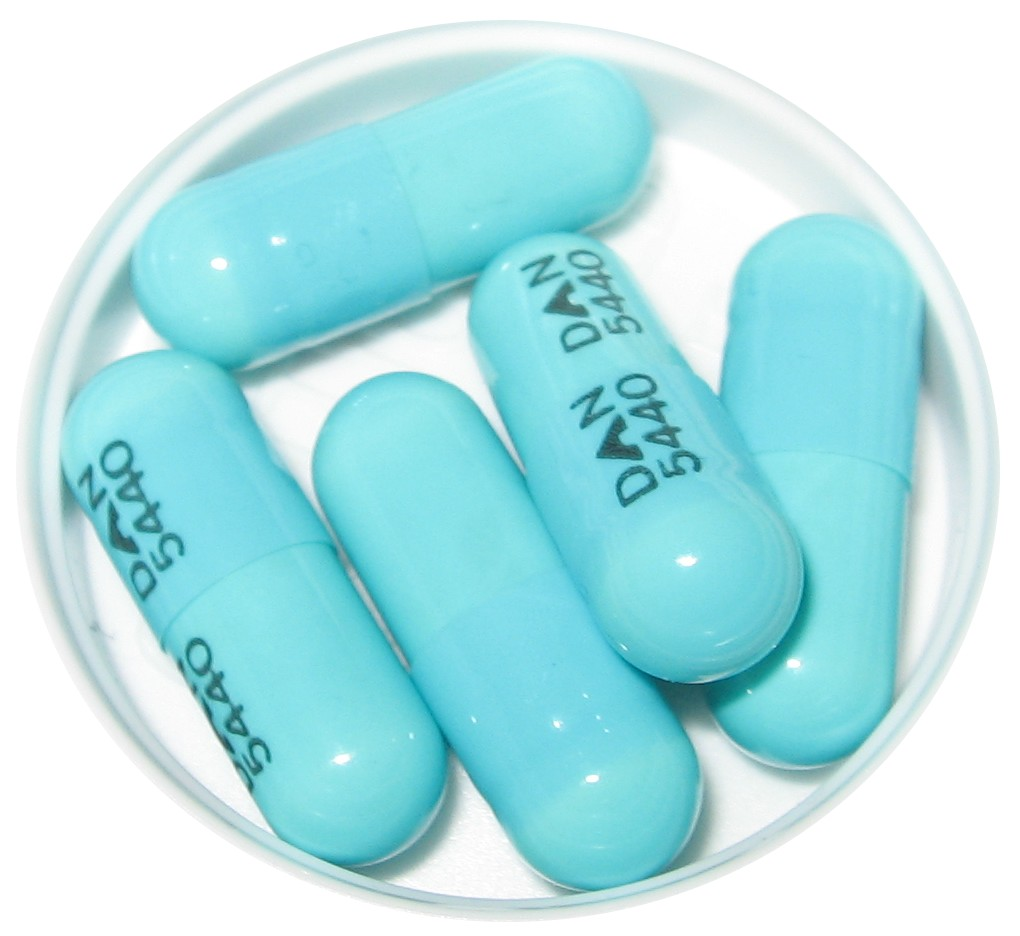
Càpsules de genèric de 100 mg de doxiciclina.

A més de les indicacions generals per tots els antibiòtics membres del grup de la tetraciclina, la doxiciclina es fa servir freqüentment per tractar la malaltia de Lyme, la prostatitis crònica, la sinusitis, la malaltia inflamatoria pelviana, l'acne, la rosàcia, i les infeccions de rickèttsia.

### Acció antiprotozooària
Es fa servir per la profilaxi contra la malària. No hauria de ser utilitzada sola pel tractament inicial de la malària, fins i tot quan el paràsit és sensible a la doxiciclina, perquè l'efecte antimalàric de la doxiciclina és retardat. Aquest retard està relacionat amb el seu mecanisme d'acció, el qual concretament perjudica la progènical dels gens dels apicoplasts, resultant en la seva divisió cel·lular anormal.
Pot ser utilitzada pel tractament en combinació amb altres agents, com quinina.

### Acció antibacteriana
Moraxella catarrhalis, Brucella melitensis, Chlamydia pneumoniae, i Micoplasma pneumoniae són generalment susceptibles a la doxiciclina, mentre algunes Haemophilus spp., Micoplasma hominis, i Pseudomonas aeruginosa han desenvolupat resistència en diferents graus.
Es fa servir per al tractament i profilaxi del carboncle (causat pel Bacil anthracis) i la leptospirosi. És també eficaç contra Yersinia pestis (l'agent contagiós de la pesta bubònic), i és prescrit pel tractament de la malaltia de Lyme, l'ehrlichiosis i la febre maculosa de les Muntanyes Rocoses. De fet, com què la doxiciclina és un dels pocs medicaments eficaços per tractar la febre maculosa de les Muntanyes Rocoses (sent la millor alternativa al cloramfenicol), la doxiciclina està indicada fins i tot per ús en nens per tractar aquesta malaltia. Altrament, el seu ús no és indicat per nens menors de vuit anys.
La doxiciclina està indicada pel tractament de:
- Febre maculosa de les Muntanyes Rocoses, tifus, febre Q,[26] rickettsiosi exantemàtica, i febres causades per paparres Rickettsia
- Infeccions del tracte respiratori causades per Micoplasma pneumoniae[27]
- Limfogranuloma veneri, tracoma, conjunctivitis d'inclusió, i infeccions uretrals, endocervicals, o rectals sense complicacions en adults causades per Chlamydia trachomatis
- Psitacosi causada per Chlamydia psittaci
- Febre recurrent causada per Borrelia recurrentis
- Xancroide causat Haemophilus ducreyi
- Pesta causada per Yersinia pestis
- Tularèmia causada per Francisella tularensis
- Còlera causat per Vibrio cholerae
- Infeccions de Campylobacter fetus
- Brucel·losi causada per espècies de Brucella (juntament amb estreptomicina)
- Bartonel·losi causada per Bartonella bacilliformis
- Granuloma inguinal causat per Calymmatobacterium granulomatis

Quan els tests bacteriològics indiquen susceptibilitat apropiada al fàrmac, la doxiciclina es pot fer servir per tractar aquestes infeccions causades per bacteris gramnegatius:
- Infeccions d'Escherichia coli
- Infeccions d'Enterobacter aerogenes (anteriorment Aerobacter aerogenes)
- Infeccions d'espècies deShigella
- Infeccions d'espècies d'Acinetobacter
- Infeccions del tracte respiratori causades per Haemophilus influenzae
- Infeccions del tracte respiratori i urinàries causades per espècies de Klebsiella

Alguns bacteris grampositius han desenvolupat resistència a la doxiciclina. Fins al 44% de Streptococcus pyogenes i fins al 74% de S. faecalis espècimens han desenvolupat resistència grup d'antibiòtics de la tetraciclina. Quan els tests bacteriològics indiquen susceptibilitat apropiada al fàrmac, la doxiciclina es pot fer servir per tractar aquestes infeccions causades per bacteris grampositius:
- Les infeccions del tracte respiratori superior causades per Streptococcus pneumoniae (anteriorment Diplococcus pneumoniae)
- Les infeccions de la pell i teixits tous causades per Staphylococcus aureus, incloent infeccions de Staphylococcus aureus resistent a la meticil·lina
- Carboncle causat per Bacillus anthracis

Quan la penicil·lina és contraindicada, la doxiciclina pot ser utilitzada per tractar:
- Sífilis causada per Treponema pallidum
- Pian causat per Treponema pertenue
- Listeriosi causada per Listeria monocytogenes
- La infecció de Vincent causada per Fusobacterium fusiforme
- Actinomicosi causada per Actinomyces israelii
- Les infeccions causades per espècies de Clostridium.

La doxiciclina també es pot fer servir com teràpia per l'acne sever.
El tractament d'elecció contra la brucel·losi és la combinació de doxiciclina i estreptomicina i, sinó, és la combinació de doxiciclina i rifampicina.

### Acció antihelmíntica
La doxiciclina mata els bacteris simbiòtics Wolbachia en el tractes reproductius dels nematodes filarials paràsits, esteril·litzant els nematodes, i per això redueix la transmissió de malalties com ara l'oncocercosi i l'elefantiasi. Estudis de l'any 2005 van demostrar que en el curs de vuit setmanes de tractament amb doxiciclina gairebé s'elimina completament l'alliberament de microfilària.

### Espectre de susceptibilitat
La doxiciclina s'ha fet servir amb èxit per tractar infeccions respiratòries, oftàlmiques i de transmissió sexual. Els gèneres representatius tractats inclouen Chlamydia, Streptococcus, Ureaplasma, Micoplasma, i d'altres. Les dades següents representen dades de susceptibilitat a la concentració inhibitòria mínima per a uns quants microorganismes.
- Chlamydia psittaci: 0.03 μg/ml
- Micoplasma pneumoniae: 0.016 μg/ml – 2 μg/ml
- Streptococcus pneumoniae: 0.06 μg/ml – 32 μg/ml[31]

## Efectes adversos
Les precaucions i els efectes adversos són similars als d'altres membres de la classe de la tetraciclina.
Una erupció eritematosa en les parts exposades al sol ha estat diagnosticada a un 7.3–21.2% de les persones que prenen doxiciclina per a la profilaxi de la malària. Un estudi de tolerabilitat va examinar diversos tractaments de profilaxi de la malària i va concloure que la doxiciclina no causa un percentatge significativament més alt d'episodis d'afectes secundaris a la pell en comparació amb altre antimalàrics. L'erupció es cura quan es deixa de prendre el fàrmac.
A diferència d'alguns altres membres del grup de la tetraciclina, la doxiciclina es pot fer servir en pacients amb deficiències renals. La doxiciclina és contraindicada en el tractament de la rinosinusitis bacteriana aguda.

### Interaccions amb altres substàncies
La combinació de doxiciclina amb làctics, antàcids, suplements de calci, productes de ferro i laxants que contenguin magnesi no és inherentment perillosa, però qualsevol d'aquests menjars o suplements poden disminuir-ne l'efectivitat.
Anteriorment, es va creure que la doxiciclina reduïa l'efectivitat de molts tipus d'anticonceptius hormonals a causa de la inducció del CYP450. La recerca recent no ha mostrat cap pèrdua significativa d'efectivitat en contraceptius orals durant l'ús antibiòtics de la classe de la tetraciclina (incloent-hi la doxiciclina), tot i que molts metges encara recomanen l'ús de contracepció de barrera per les persones que prenen el fàrmac per tal d' impedir un embaràs no desitjat.

### Embaràs i alletament
Doxiciclinae és considerada per la FDA com un fàrmac de la classe D durant l'embaràs. Com els altres antibiòtics del grup de la tetraciclina, és contraindicada durant l'embaràs i la infantesa fins als vuit anys, degut al seu potencial per minvar el desenvolupament ossi i dental. Per tant, la doxiciclina no hauria de ser administrada a nens menors de vuit anys amb l'excepció del tractament del carboncle, o quan altres medicaments són contraindicats o ineficaços.
La doxiciclina passa a la llet materna. Els efectes adversos en dents i ossos llargs de nens als quals se'ls ha administrat directament antibiòtics del grup de la tetraciclina han estat documentats, però aquests efectes no han estat enregistrats en els infants exposats al fàrmac través de la llet materna. Tot i que la dosi que un infant rebria a través de l'alletament seria probablement mínima, un risc teòric existeix.

## Farmacocinètica
Els complexos de doxiciclina amb ions metàl·lics són inestables a pH àcid, per tant més doxiciclina entra al duodè per a l'absorció en comparació amb compostos de tetraciclina previs. A més, el menjar, especialment la llet, té menys efecte sobre l'absorció de doxiciclina en comparació amb altres compostos de tetraciclina. La concentració en el sèrum de la doxiciclina és reduïda aproximadament un 20% en comparació amb la reducció del 50% per a la tetraciclina.

## Propietats físiques i químiques
Els compostos amb tetraciclina que han caducat o han estat guardats a pH inferior a 2 són nefrotòxics a causa de la formació d'un producte de degradació, la anidro-4-epitetraciclina que causa Síndrome de Falconi. En el cas de la doxiciclina, l'absència d'un grup hidroxil en el carboni C-6 impedeix la formació del compost nefrotòxic. Tanmateix, les tetraciclines i també la doxiciclina s'han de prendre amb precaució en pacients amb lesió de ronyó, perquè poden empitjorar l'azotèmia.

## Història
Després que la penicil·lina revolucionés el tractament de les infeccions bacterianes durant la Segona Guerra Mundial, moltes empreses químiques van començar a descobrir antibiòtics mitjançant la bioprospecció. American Cyanamid era una d'aquestes, i en la darreria de la dècada de 1940 els seus químics van descobrir la clortetraciclina, el primer antibiòtic membre del grup de la tetraciclina. Poc després, científics a Pfizer van descobrir l'oxitetraciclina i la van comercialitzar. Ambdós compostos, com la penicil·lina, eren productes naturals i generalment es creia que la natura els havia perfeccionat al llarg de l'evolució de la vida, i que els canvis químics addicionals només podien minvar-la seva efectivitat. Científics a Pfizer dirigits per Lloyd Conover van modificar aquests compostos, fet que va esdevenir en la invenció de la mateixa tetraciclina, el primer semi-antibiòtic sintètic. Charlie Stephens a Pfizer va treballar en més anàlegs i va crear un amb una estabilitat i una eficàcia farmacològica molt més millorades: la doxiciclina; la qual va ser desenvolupada en el primeria dels anys seixanta i va ser aprovada per la FDA l'any 1967.
Com que la seva patent estava a prop d'expirar en la primeria dels anys setanta, la patent va esdevenir tema de plet entre Pfizer i Internacional Rectifier que no va ser resolt fins a l'any 1983; en aquell moment va ser el cas de patent més disputat en la història dels EUA. En comptes d'un pagament en efectiu per infracció, Pfizer va adquirir els negocis veterinari i d'additius alimentaris de la filial d'Internacional Rectifier, Rachelle Laboratories.
El gener del 2013, la FDA va informar d'escassetats d'algunes, però no totes, formes de doxicilina "causades per l'augment de la demanda i per problemes de fabricació". Les empreses implicaden incloïen un fabricant important de medicaments genèrics que va aturar la producció el febrer del 2013, Teva (que va aturar la producció el maig del 2013), Mylan, Actavis, i Hikma Pharmaceuticals. L'escassetat es va produir en un moment particularment dolent, perquè al mateix temps també hi havia escassetat d'un altre antibiòtic alternatiu, la tetraciclina. Aleshores, el preu de mercat de la doxiciclina va augmentar dramàticament als Estats Units durant el 2013 i la primeria del 2014 (de 20 USD a 1800 USD per una ampolla de 500 píndoles), abans de disminuir un altre cop.

## Recerca

Sistema de producció de shRNA activat per la presència de doxiciclina, la qual allibera el promotor de la repressió causada quan la proteïna TetR s'uneix a l'ADN.

A dosis subantimicrobials, la doxiciclina és un inhibdor de les metal·loproteases metal·loproteases de matriu, i ha estat utilitzada en diversos sistemes experimentals per aquest propòsit, com per exemple en el tractament de erosions corneals recalcitrants recurrents. S'ha demostrat que la doxiciclina redueix el creixement in vitro de les cèl·lules de càncer de pròstata i pit dels humans, possiblement a través de l'aturada de la fase G1 de cicle cel·lular. La doxiciclina i altres tetraciclines són també molt osteotròpiques, i en models animals de metàstasis d'os de càncer de pit, els tractaments amb doxiciclina han reduït el creixement de tumors de càncer de pit en l'os. La doxiciclina ha estat utilitzat amb èxit en el tractament d'un pacient amb limfangioleiomiomatosi, una malaltia altrament progressiva i fatal. També s'ha demostrat el seu efecte atenuant de la hipertrofia cardíaca en ratolins, una conseqüència mortífera de la hipertensió prolongada.
En la malaltia pulmonar obstructiva crònica, s'ha demostrat que la doxiciclina millora les funcions pulmonar en pacients amb símptomes estables.
La doxiciclina també es va servir l'activació de la transcripció dels sistemes "tet-on" i "tet-off" controlats per la presència de tetraciclina per regular l'expressió de transgens en organismes i cultuis cel·lulars.
Altres aplicacions experimentals inclouen el tractament de:
- Enterococs resistents a la vancomicina[63]
- Ferides de picades d'animals infectades (Pasteurella multocida, Pasteurella pneumotropica)[64]
- Artritis reumatoide en comptes de minociclina (ambdós compostos han demostrat eficàcia modesta per aquesta malaltia)[65]
- Malalties inflamatòries de pulmó cròniques (panbronquiolitis, asma, fibrosi quísticai, bronquitis).[66][67] Tant la doxiciclina com la minociclina han mostrat efectivitat contra l'asma a causa dels seus efectes immunosupressors.[68]
- Sarcoïdosi[69][70]
- Càncer pancreàtic
- Prevenció d'aneurismes aòrtics en persones amb la síndromee de Marfan i vasculars en la síndrome d'Ehlers-Danlos[71]
- Esclerosi múltiple[72][73]
- Disfunció de la glàndula de Meibom
- Tractament de filariosis i oncocercosi causades per filàries i onchocercae. En general la doxiciclina mata els bacteris endosimbiòtics Wolbachia, i (per extracció dels endosimbionts) també mata els nematodes.
- Fibrosi idiopàtica pulmonar[74]